# Trafford Centre
El Centro Trafford (en inglés: Trafford Centre) es un centro comercial y complejo de ocio ubicado en la ciudad inglesa de Dumplington, en la Gran Mánchester, Reino Unido. 
Situado en el área metropolitana de Trafford, el centro comercial está situado cerca del parque industrial de Trafford Park y se encuentra aproximadamente a cinco millas al oeste del centro de la ciudad de Mánchester. 
El 20% de la población de Reino Unido vive a menos de 45 minutos de este centro comercial. Su construcción fue iniciada en 1996 por el Grupo Peel y finalizó el 10 de septiembre de 1998, convirtiéndose en el centro comercial más grande de Reino Unido. Sin embargo, tras la finalización en 1999 del centro comercial Bluewater, en Kent, perdió esa condición.
Tras una serie de reformas y ampliaciones llevadas a cabo en 2006, el Centro Trafford volvió a convertirse en el centro comercial más grande del país, si bien es superado por el centro comercial Bluewater en superficie de tiendas.
En 2011, el Grupo Peel vendió la propiedad a Capital Shopping Centres (CSC) por 1600 millones de libras, lo que supuso en aquel momento la mayor transacción inmobiliaria de la historia del Reino Unido.
En 2013, el centro comercial cambió su denominación por la de «Intu Trafford Centre».